# Okres Rimavská Sobota
Okres Rimavská Sobota je jedním z okresů Slovenska. Leží v Banskobystrickém kraji, v jeho jihovýchodní části. Na severu hraničí s okresem Brezno, na západě s okresem Poltára s okresem Lučenec na východě pak s okresem Revúca a s Maďarskem. Okres se rozkládá na západě bývalé Gemersko-malohontské župy, ale malá část jeho území zasahuje i na území bývalé Novohradské župy.
V roce 2013 měl okres nejvyšší nezaměstnanost na Slovensku.